# Stephen Kim Sou-hwan
Stephen Kim Sou-hwan (8. května 1922 Tegu – 15. února 2009, Soul) byl jihokorejský římskokatolický kněz, arcibiskup Soulu, kardinál.

## Kněz a biskup

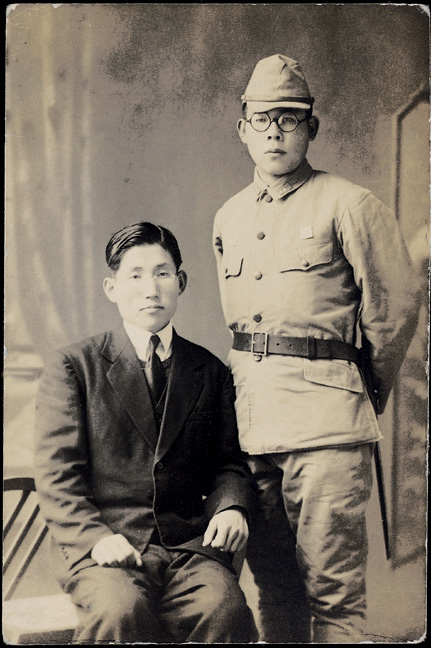
Kim Sou-hwan v mládí (vlevo)

Studoval seminář v Tegu a zde také přijal 27. října 1947 kněžské svěcení. Byl sekretářem diecézního biskupa, působil v pastoraci a vedl diecézní noviny The Catholic Shilbo. V letech 1957 až 1966 si doplnil studia na Katolické univerzitě v Tokiu.
Dne 15. února 1966 byl jmenován biskupem diecéze Masan, biskupské svěcení přijal 31. května téhož roku. V dubnu 1968 byl jmenován arcibiskupem v Soulu a v této funkci působil do roku 1998, kdy po dovršení kanonického věku rezignoval.

## Kardinál

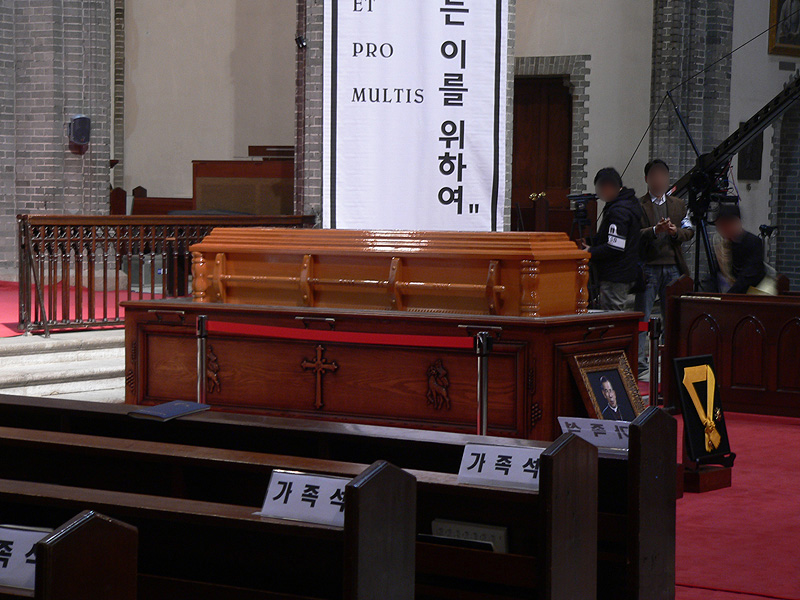
Kardinálova rakev

Při konzistoři v dubnu 1969 ho papež Pavel VI. jmenoval kardinálem (jako první Korejce v historii). Od roku 1975 vykonával rovněž funkci administrátora severeokorejského Pchjongjangu.
Účastnil se obou konkláve v roce 1978. Od smrti kardinála Königa v roce 2004 mu náležel titul kardinála protopresbytera (nejstaršího kardinála z řad kardinálů-kněží).
Kardinál Kim byl neochvějným zastáncem lidských práv a jednou z klíčových postav, které se zasloužily o zavedení demokracie v zemi vedené po desetiletí vojenskou diktaturou. V roce 1992 navštívil Československo.